# Tramvajová smyčka Turkusowa

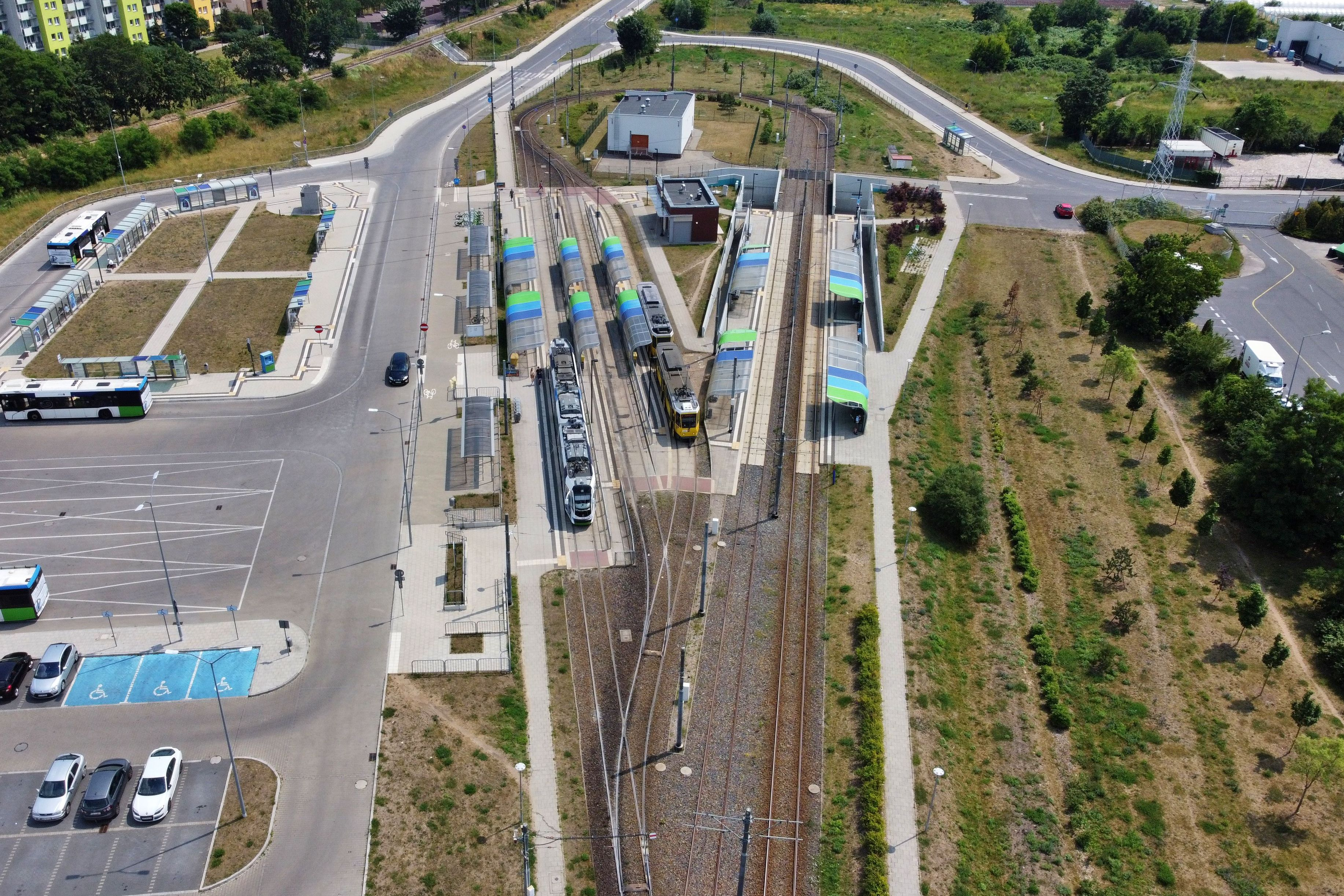
Tramvajová smyčka Turkusowa v roku 2023

Turkusowa je hlavová smyčka ukončující trať štětínské rychlodrážní tramvaje. Do provozu byla uvedena 29. srpna 2015, kdy nahradila starší smyčku Basen Górniczy, která se nachází 4 km severozápadně.

## Popis
Smyčka se nachází na sídlišti Zdroje v oblasti mezi supermarketem Selgros a železničními tratěmi 351 a 417, nedaleko od nádraží Szczecin Zdroje. Ve smyčce je pět kolejí, přičemž pátá kolej je nevyužitá, neboť vznikla v rámci plánovaného prodloužení tramvajové trati na sídliště Kijewo. K dispozici jsou tři nástupní a jedno výstupní stanoviště. Na smyčce je možné přestoupit na autobusové linky spojující smyčku s okolními sídlišti.